# シェイクスピアと僕の夢
『シェイクスピアと僕の夢』（英: Were the World Mine）は、2008年に製作されたアメリカ合衆国の映画。
2008年7月11日に第17回東京国際レズビアン&ゲイ映画祭でアジア初上映された。

## キャスト
- ティモシー：タナ・コーエン
- テビット：ウェンディ・ロビー
- ドナ：ジュディ・マクレーン
- フランキー：ゼルダ・ウィリアムズ
- マックス：リッキー・ゴールドマン
- ジョナサン：ナサニエル・デヴィッド・ベッカー